# Platnickina
Platnickina es un género de arañas de la familia Theridiidae, orden Araneae. Fue descrito por Koçak y Kemal en 2008.

## Especies
- Platnickina alabamensis (Gertsch & Archer, 1942)
- Platnickina antoni (Keyserling, 1884)
- Platnickina fritilla Gao & Li, 2014
- Platnickina kijabei (Berland, 1920)
- Platnickina maculata (Yoshida, 2001)
- Platnickina mneon (Bösenberg & Strand, 1906)
- Platnickina nigropunctata (Lucas, 1846)
- Platnickina punctosparsa (Emerton, 1882)
- Platnickina qionghaiensis (Zhu, 1998)
- Platnickina sterninotata (Bösenberg & Strand, 1906)
- Platnickina tincta (Walckenaer, 1802)